# Polakant
Polakant (Polacanthus) – dinozaur z grupy ankylozaurów. Jego pozycja filogenetyczna w obrębie tej grupy jest niepewna – z niektórych analiz kladystycznych wynika jego przynależność do rodziny Ankylosauridae, z innych – do Nodosauridae.
Rodzaj obejmuje jeden gatunek, Polacanthus foxii. Opisany w 1996 roku drugi gatunek, P. rudgwickensis, został w 2015 roku ustanowiony gatunkiem typowym odrębnego rodzaju Horshamosaurus.

## Nazwa
Nazwa rodzajowa Polacanthus oznacza z wieloma kolcami.

## Wielkość
Polakant osiągał od około 3 do około 5 metrów długości. Ważył około 1 tony.

## Występowanie
Polakant zamieszkiwał we wczesnej kredzie około 132-112 milionów lat temu obszar, na których obecnie znajduje się angielska wyspa Wight. 

## Odkrycie
Pierwsze szczątki polacanta zostały znalezione około 1856 na wyspie Wight przez Williama Foxa i nazwane przez sir Richarda Owena.

## Opis
Polakant był spokrewniony z zauropeltą. Odnaleziono tylko nieliczne szczątki tego dinozaura. Zapewne na jego barkach i ogonie wyrastały wielkie kolce. Boki ciała polakanta i jego biodra były chronione przez małe kolczyste płytki. Przypuszcza się, że wędrował razem ze stadami iguanodonów.

## Polakant w mediach
Polakant został przedstawiony w serialu paradokumentalnym Wędrówki z dinozaurami. Odcinek nazywał się Pod skrzydłami olbrzymów.